# نادي برادفورد بارك أفنيو
نادي برادفورد بارك أفنيو هو نادي كرة قدم بريطاني أٌسس عام 1907. يلعب النادي في دوري الشمال الوطني.